# Kizuna AI
Kizuna AI (em japonês:  キズナアイ ), ou AI Kizuna em ordem não japonesa, é uma YouTuber virtual japonesa e autoproclamada inteligência artificial. A partir de 2019, ela opera três canais do YouTube, "AIChannel", "AIGames" e "AIChannel China". Kizuna afirma ser a primeira YouTuber virtual do mundo, embora o primeiro canal a usar um avatar CG para fins de vlog no YouTube tenha sido o canal do inglês-japonês Ami Yamato, que estreou seu primeiro vídeo em 2011. e mais tarde a adoção de um conceito semelhante pela Mattel, que envolveu o uso de uma personalidade virtual para uma campanha publicitária de 2015. Em 29 de novembro de 2016, Kizuna começou a postar vídeos em seu primeiro canal no YouTube, "AIChannel". Um segundo canal, "AI Games", foi aberto em março de 2017 para conteúdo relacionado a jogos. Um terceiro canal, "AIChannel China", lançado em junho de 2019 para o público chinês.
Muitos especulam que o Kizuna foi criado usando o software MikuMikuDance e receberam expressão facial e ações usando a tecnologia de captura de movimento. O conteúdo de vídeo do Kizuna é semelhante a muitos outros YouTubers, consistindo principalmente em discussões, vídeos de perguntas e respostas e vídeos mais tradicionais "Let's Play". Como Kizuna se comunica apenas em japonês, os fãs contribuem com traduções para seus vídeos e existem comunidades não oficiais inteiras construídas em torno desses tradutores, preenchendo o vazio de uma comunidade oficial em inglês. Kizuna também se apresentou em várias convenções de anime e também trabalhou com muitas empresas de jogos.

## Produção
Kizuna é um personagem virtual online completamente construído usando software. Como as identidades dos produtores em segundo plano não são reveladas, animadores de vídeo, produtores, editores de vídeo, dubladores e jogadores de jogos são desconhecidos. Pensa-se que os canais do Kizuna no YouTube sejam gerenciados por toda uma equipe de produção e a escolha de permanecer anônimo vem do desejo de manter intacto o conceito de um ídolo virtual. Embora isso tenha causado especulações sobre a equipe e a tecnologia da operação. Os vídeos de Kizuna são produzidos pela empresa de produção digital Activ8, com sede em Tóquio.
Todos os membros da tripulação conhecidos até agora por estarem envolvidos no design de Kizuna já são bem conhecidos. Isso inclui En Morikura no design de personagens, Tomitake na modelagem 3D e Tda na supervisão de modelagem. Morikura é um artista conhecido por ilustrar obras de arte. Tomitake projetou muitos modelos 3D e trabalha ao lado de Tda, especialista no campo de modelagem 3D MikuMikuDance.
Pensa-se que Kizuna seja interpretada por uma atriz profissional, embora sua identidade não seja conhecida publicamente. Ninguém afirmou publicamente ser seu dublador, e não há planos de anunciar publicamente mais informações sobre o assunto. Especula-se que a captura de voz e movimento de Kizuna seja fornecida pela mesma pessoa, pois estão sincronizadas entre si. A aparição de Kizuna no episódio 9 de Ingress foi dublada por Cristina Vee no dub inglês.

### Personalidade
Kizuna sabe que ela é uma personagem virtual e afirma que é uma inteligência artificial independente (daí o nome; Kizuna AI). O conceito principal de um personagem em um ambiente virtual foi criado por Kizuna, para que ela seja reconhecida publicamente como o primeiro "usuário virtual do YouTube" do mundo. Um artigo de outubro de 2018 da BBC Capital observou uma campanha publicitária da Mattel para a Barbie em 2015 com o mesmo conceito.
Em seu primeiro vídeo, Kizuna se apresenta. Além do significado geral de "inteligência artificial", "AI" também é um trocadilho com a palavra japonesa "愛", que significa "amor". Kizuna é projetada como uma jovem e bonita garota animada 2.5D com elementos moe, que atrai muitos usuários do YouTube. A idade de aparência de Kizuna é de aproximadamente 16 anos, embora ela tenha revelado que tem apenas cinco anos, com seu aniversário em 30 de junho. Ela tem uma altura de 156 cm (~ 5'1 "), pesa aproximadamente 46 kg (101 lbs.), e suas três medidas são 85-59-83 (34-24-33).
A aparência geral da Kizuna usa uma paleta de cores rosa e branco. Ela tem cabelos esvoaçantes, juntamente com uma tintura de cabelo gradiente futurista de rosa. Ela usa uma faixa de cabelo rosa e trançada com um nó de borboleta. A faixa de cabelo tem um desenho em forma de coração de duas folhas, correspondente à palavra "Ai", que significa "amor", em seu nome. A blusa branca sem mangas da Kizuna também traz uma sensação futurista. Ele foi projetado para enfatizar as costas e o corpo, além de fazê-la parecer mais magra. Bordada acima do peito está a letra "A". As mangas dos braços e as coxas são decoradas com rendas, enquanto as coxas e os shorts formam um "território absoluto" .
Kizuna é uma grande fã do Love Live! e sua personagem favorita é Nico Yazawa. Durante uma entrevista com Panora, Kizuna mencionou que presta muita atenção a grupos de ídolos como Keyakizaka46 e Nogizaka46. Kizuna gosta de como os ídolos seguem seus sonhos como ela mesma. Em seu design de personagem, ela também gosta de passar algum tempo no espaço virtual jogando videogame.

### Tecnologia utilizada
A Kizuna pode transmitir ao vivo e gravar vídeos em um ambiente virtual; isso geralmente é considerado como dependente do freeware MikuMikuDance. Depois que a equipe de produção cria um modelo 3D, eles controlam manualmente o modelo para fazer certos movimentos. Então, eles contratam um dublador para dar voz à animação. O MikuMikuDance tem sido frequentemente usado nos vídeos da música pop Vocaloid, permitindo que os usuários importem e controlem os modelos 3D de personagens virtuais como Hatsune Miku.
Por outro lado, alguns internautas acham que as expressões faciais e alterações oculares do Kizuna são feitas através do rastreamento facial, usando um software de reconhecimento facial, como o FaceRig. A tecnologia dos módulos FaceRig Live2D já existe há um tempo considerável. Alguns acham que o Kizuna é o resultado da aplicação dessa tecnologia a modelos 3D, da mesma forma projetando expressões faciais em um modelo de realidade virtual, ocultando assim as identidades dos criadores e atores envolvidos. Ao mesmo tempo, alguns pensam que a tecnologia de captura de movimento omnidirecional está sendo usada. Após registrar as ações de atores reais, esses dados são usados para simular o movimento do personagem em um cenário de realidade virtual. Ambos os métodos permitem que a Kizuna se pareça mais com pessoas reais em termos de expressões e ações, tornando os vídeos do Kizuna mais semelhantes aos de outras YouTubers do sexo feminino. Em 2017, o Activ8 apresentou um sistema de animação em tempo real que permite que uma pessoa opere um personagem animado conectando um sensor ao corpo e sincronizando o lábio com o personagem de acordo com as palavras faladas, analisando as ondas sonoras captadas por um microfone.